# Literaturjahr 1940
Liste der Literaturjahre

◄◄ | ◄ | 1936 | 1937 | 1938 | 1939 | Literaturjahr 1940 | 1941 | 1942 | 1943 | 1944 | ►

Weitere Ereignisse

## Ereignisse

### Prosa
- März: Agatha Christie veröffentlicht den Hercule-Poirot-Roman Sad Cypress (Morphium).
- Mai: In den Vereinigten Staaten erscheint Carson McCullers’ Debütroman The Heart Is a Lonely Hunter (Das Herz ist ein einsamer Jäger). McCullers Werk genießt große Aufmerksamkeit und ist lange Zeit auf den Bestsellerlisten des Jahres vertreten.
- Oktober: Ernest Hemingway veröffentlicht den Roman For Whom the Bell Tolls (Wem die Stunde schlägt) im Scribner Verlag in New York. Der Roman wird bereits kurz nach seinem Erscheinen zu einem großen Verkaufserfolg; bis Ende Dezember werden 189.000 Exemplare des Werkes abgesetzt.

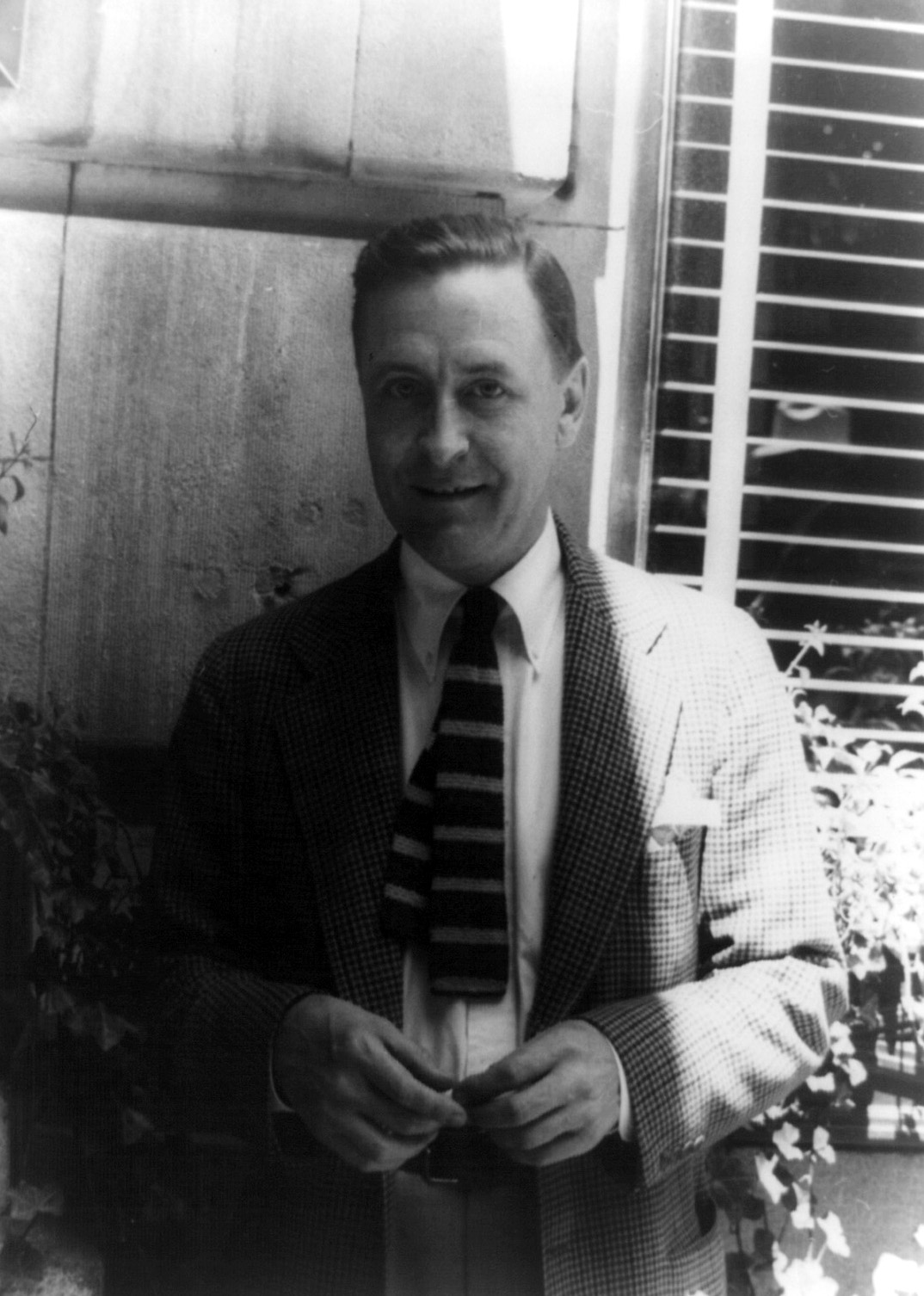
F. Scott Fitzgerald, Fotografie von Carl Van Vechten, 1937

- 21. Dezember: F. Scott Fitzgerald stirbt in Hollywood an einem Herzinfarkt. Sein letzter Roman The Love of the Last Tycoon: A Western (Die Liebe des letzten Tycoon) bleibt dadurch unvollendet.

- Raymond Chandler veröffentlicht den Kriminalroman Farewell, My Lovely (Lebwohl, mein Liebling).
- Der sowjetische Schriftsteller und Satiriker Michail Soschtschenko veröffentlicht die Kurzgeschichtensammlung Erzählungen über Lenin, die Kindern im Vorschulalter die positiven Züge des Schöpfers des russischen Kommunismus, des großen Führers der Arbeiterklasse offenbaren soll.

### Drama
- 1940/41: Bertolt Brechts Theaterstück Herr Puntila und sein Knecht Matti entsteht.

### Sachliteratur
- Die Geschichte des byzantinischen Staates von Georg Ostrogorsky erscheint im Verlag C. H. Beck. Es ist nach Krumbachers Geschichte der byzantinischen Literatur (1897) die erste vollständige historische Darstellung der Geschichte des byzantinischen Staates von der Einrichtung seiner Hauptstadt Konstantinopel unter Konstantin dem Großen bis zum Eroberung der Stadt 1453.

### Periodika
- 26. Mai: Die von Nationalsozialisten zur Beeinflussung deutscher Intellektueller geschaffene Wochenzeitung Das Reich erscheint mit der Erstausgabe.
- 5. Juni: Im deutsch besetzten Amsterdam erscheint erstmals die Deutsche Zeitung in den Niederlanden.
- Juli: Alphonse de Châteaubriant gründet La Gerbe, eine in Paris erscheinende Wochenzeitschrift der französischen Kollaboration mit dem Dritten Reich. Chefredakteur ist Marc Augier. Mitarbeiter sind unter anderen André Castelot, Paul Morand, Marcel Aymé und Jean Giono.

### Romanverfilmungen
- 24. Januar: In New York feiert John Fords Film Früchte des Zorns nach dem gleichnamigen Roman von John Steinbeck mit Henry Fonda in der Hauptrolle Uraufführung.

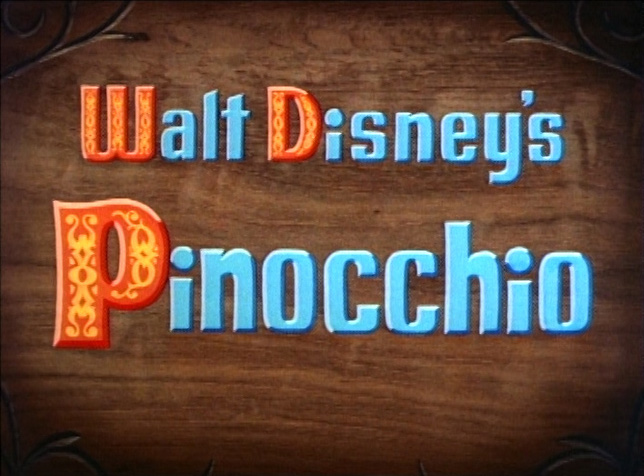
Titelbild Pinocchio

- 7. Februar: Walt Disneys zweiter abendfüllender Zeichentrickfilm Pinocchio nach dem gleichnamigen Kinderbuch von Carlo Collodi hat in den Vereinigten Staaten seine Uraufführung.

Logo Rebecca

- 27. März: In Los Angeles wird Alfred Hitchcocks erster Hollywood-Film Rebecca nach dem gleichnamigen Roman von Daphne du Maurier mit Laurence Olivier und Joan Fontaine in den Hauptrollen uraufgeführt. Er wird von Kritik und Publikum gleichermaßen begeistert aufgenommen.
- 25. April: Der Spielfilm Der Postmeister von Gustav Ucicky frei nach der gleichnamigen Erzählung von Alexander Puschkin wird in Wien uraufgeführt.

### Preisverleihungen
- Goethepreis der Stadt Frankfurt am Main: Agnes Miegel
- Der Literaturnobelpreis wird in diesem Jahr ebenso wie alle anderen Nobelpreise nicht verliehen.
- Prix Goncourt: Les grandes vacances von Francis Ambrière (verliehen 1946)
- Pulitzer-Preis/Belletristik: John Steinbeck für The Grapes of Wrath
- Pulitzer-Preis/Theater: William Saroyan für The Time of Your Life
- Pulitzer-Preis/Dichtung: Collected Poems von Mark Van Doren
- Pulitzer-Preis/Biographie: Woodrow Wilson, Life and Letters (Band VII and VIII) von Ray Stannard Baker
- Pulitzer-Preis/Geschichte: Abraham Lincoln: The War Years von Carl Sandburg
- William-Dean-Howells-Medaille: Ellen Glasgow für ihr Gesamtwerk

## Geboren

### Januar bis März
- 02. Januar: Horst Rankl, deutscher Schriftsteller und Schauspieler
- 04. Januar: Gao Xingjian, chinesischer Erzähler, Übersetzer, Dramatiker, Regisseur, Kritiker und Künstler
- 07. Januar: Armin Abmeier, deutscher Buchhändler und Herausgeber († 2012)
- 07. Januar: Helga Schubert, deutsche Psychologin und Autorin
- 13. Januar: Edmund White, US-amerikanischer Schriftsteller († 2025)
- 15. Januar: Ted Lewis, britischer Romanautor († 1982)
- 19. Januar: Bernhard Sinkel, deutscher Regisseur, Autor und Produzent
- 23. Januar: Jürgen Grasmück, deutscher Autor von Science-Fiction-Romanen († 2007)
- 28. Januar: Guido Bachmann, Schweizer Schriftsteller und Schauspieler († 2003)
- 28. Januar: Miguel Barnet, kubanischer Schriftsteller und Ethnologe
- 29. Januar: Katharine Ross, US-amerikanische Schauspielerin und Kinderbuchautorin

- 02. Februar: Thomas M. Disch, US-amerikanischer Schriftsteller († 2008)
- 06. Februar: Tom Brokaw, US-amerikanischer Journalist
- 09. Februar: J. M. Coetzee, südafrikanischer Schriftsteller
- 09. Februar: Seamus Deane, irischer Schriftsteller und Literaturwissenschaftler († 2021)
- 10. Februar: Rainer Holbe, deutscher Journalist, Fernsehmoderator und Autor († 2025)
- 11. Februar: Jūrō Kara, japanischer Schriftsteller († 2024)
- 15. Februar: İsmail Cem, türkischer Journalist und Politiker († 2007)
- 22. Februar: Ülo Tuulik, estnischer Schriftsteller

- 01. März: Erich Schleyer, deutsch-österreichischer Schauspieler und Autor († 2021)
- 02. März: Reinhard Delau, deutscher Journalist und Schriftsteller
- 06. März: Philippe Amaury, französischer Verleger († 2006)
- 11. März: Fanny Morweiser, deutsche Schriftstellerin († 2014)
- 12. März: Mauri Antero Numminen, finnischer Sänger, Komponist, Buchautor und Filmemacher
- 12. März: Sheila Och, tschechische Kinderbuchautorin († 1999)
- 20. März: Joel Agee, US-amerikanischer Schriftsteller und Übersetzer
- 28. März: Russell Banks, US-amerikanischer Schriftsteller († 2023)
- 30. März: Uwe Timm, deutscher Schriftsteller

### April bis Juni
- 05. April: Manfred Strahl, deutscher Journalist, Redakteur und Schriftsteller († 2000)
- 10. April: Clark Blaise, kanadischer Schriftsteller
- 12. April: Jack Hibberd, australischer Dramatiker und Autor († 2024)
- 13. April: Friedemann Berger, deutscher Schriftsteller († 2009)
- 13. April: Sven Holm, dänischer Schriftsteller († 2019)
- 13. April: Jean-Marie Gustave Le Clézio, französisch-mauritischer Schriftsteller und Literaturnobelpreisträger
- 15. April: Jeffrey Archer, konservativer britischer Politiker und Schriftsteller von Bestsellern
- 16. April: Rolf Dieter Brinkmann, deutscher Lyriker und Erzähler († 1975)
- 16. April: Waltraud Meißner, Pfälzer Mundartdichterin
- 19. April: Frank Davey, kanadischer Dichter, Schriftsteller und Hochschullehrer
- 20. April: Johannes von Buttlar, deutscher Autor
- 20. April: Jan Cremer, niederländischer Schriftsteller und bildender Künstler († 2024)
- 21. April: Peter Schneider, deutscher Schriftsteller
- 23. April: Dietrich Schwanitz, deutscher Anglist und Schriftsteller († 2004)
- 24. April: Sue Grafton, US-amerikanische Krimi-Schriftstellerin († 2017)
- 25. April: Ethel Afamado, uruguayische Sängerin und Schriftstellerin
- 30. April: Jeroen Brouwers, niederländischer Schriftsteller und Essayist († 2022)

- 04. Mai: Víctor Farías, chilenischer Germanist und Publizist
- 07. Mai: Dorit Zinn, deutsche Schriftstellerin
- 08. Mai: Peter Benchley, US-amerikanischer Autor
- 09. Mai: James L. Brooks, US-amerikanischer Filmregisseur und Drehbuchautor
- 11. Mai: Niklaus Meienberg, Schweizer Schriftsteller und Journalist († 1993)
- 12. Mai: Peter Huckauf, deutscher Schriftsteller
- 13. Mai: Bruce Chatwin, britischer Schriftsteller († 1989)
- 24. Mai: Joseph Brodsky, russisch-US-amerikanischer Dichter und Literaturnobelpreisträger († 1996)
- 25. Mai: Marianne Ahrne, schwedische Regisseurin, Drehbuchautorin und Schriftstellerin

- 08. Juni: Françoise Levie, belgische Filmproduzentin, -regisseurin und Drehbuchautorin
- 11. Juni: Volkmar Sigusch, deutscher Psychiater und Sexualwissenschaftler († 2023)
- 18. Juni: Mirjam Pressler, deutsche Schriftstellerin und Übersetzerin († 2019)

### Juli bis September
- 02. Juli: Irving Abella, kanadischer Schriftsteller und Historiker († 2022)
- 03. Juli: Burkhart Kroeber, deutscher Übersetzer und Autor
- 10. Juli: Ulrike Edschmid, deutsche Schriftstellerin
- 18. Juli: Lillian Faderman, US-amerikanische Hochschullehrerin für Literatur
- 26. Juli: Brigitte Hamann, deutsche Historikerin und Autorin
- 27. Juli: Johannes Rogalla von Bieberstein, deutscher Bibliothekar
- 28. Juli: Judy Grahn, US-amerikanische Autorin
- 30. Juli: Fleur Jaeggy, italienischsprachige Schweizer Schriftstellerin
- 31. Juli: Frido Mann, deutschsprachiger Psychologe und Schriftsteller

- 04. August: Herwig Nachtmann, österreichischer Verleger
- 13. August: Dirk Sager, deutscher Journalist († 2014)
- 22. August: Yambo Ouologuem, malischer Schriftsteller († 2017)
- 31. August: Dorrit Willumsen, dänische Schriftstellerin

- 01. September: Annie Ernaux, französische Schriftstellerin und Nobelpreisträgerin
- 02. September: Hans Ticha, deutscher Buchillustrator
- 03. September: Eduardo Galeano, uruguayischer Journalist, Essayist und Schriftsteller
- 07. September: Dario Argento, italienischer Filmregisseur und Drehbuchautor
- 09. September: Vicente Segrelles, spanischer Comiczeichner und Autor
- 14. September: Wenzeslaw Konstantinow, bulgarischer Schriftsteller und Übersetzer († 2019)
- 15. September: Norman Spinrad, US-amerikanischer Science-Fiction Autor
- 17. September: Cynthia Flood, kanadische Schriftstellerin
- 17. September: Karin Reschke, deutsche Schriftstellerin
- 24. September: Yves Navarre, französischer Schriftsteller († 1994)
- 25. September: Brigitte Burmeister, deutsche Literaturwissenschaftlerin und Schriftstellerin

### Oktober bis Dezember
- 01. Oktober: Phyllis Chesler, US-amerikanische Schriftstellerin
- 02. Oktober: Herbert Riehl-Heyse, deutscher Journalist und Autor († 2003)
- 05. Oktober: Manfred Bissinger, deutscher Publizist
- 05. Oktober: Ulrich Ritzel, deutscher Journalist und Schriftsteller
- 15. Oktober: Isabella Ackerl, österreichische Historikerin, Germanistin und Autorin
- 31. Oktober: Uwe-Karsten Heye, deutscher Journalist, Diplomat und Autor

- 02. November: Vincenzo Cerami, italienischer Schriftsteller und Drehbuchautor († 2013)
- 02. November: Carolin Reiber, deutsche Journalistin, Fernsehansagerin und Moderatorin
- 06. November: Volker Jacobs, deutscher Journalist
- 12. November: Jürgen Todenhöfer, Politiker, Autor und Manager
- 18. November: Adriano Aprà, italienischer Autor und Filmkritiker († 2024)
- 20. November: Hermann L. Gremliza, deutscher Journalist († 2019)

- 04. Dezember: Barbara Joan Estelle Amiel, britisch-kanadische Journalistin und Schriftstellerin
- 13. Dezember: Catherine Belsey, britische Shakespeare-Forscherin und Kulturtheoretikerin († 2021)
- 29. Dezember: Brigitte Kronauer, deutsche Schriftstellerin und Essayistin († 2019)
- 30. Dezember: Eberhard Straub, deutscher Historiker und Publizist († 2024)

### Genaues Geburtsdatum unbekannt
- Gemma O’Connor, irische Schriftstellerin
- Reiner Putzger, deutscher Schriftsteller
- Jürgen Schwarz, deutscher Gymnasiallehrer und Schulbuch-Autor

## Gestorben
- 27. Januar: Isaak Babel, russischer Journalist und Schriftsteller jüdischer Herkunft (* 1894)
- 31. Januar: René Schickele, französischer Schriftsteller (* 1883)

- 08. Februar: Hans Ostwald, deutscher Journalist und Schriftsteller (* 1873)
- 24. Februar: Ludwig Kessing, deutscher Arbeiterdichter (* 1869)

- 10. März: Agnes von Krusenstjerna, schwedische Schriftstellerin (* 1894)
- 10. März: Michail A. Bulgakow, russischer Schriftsteller (* 1891)

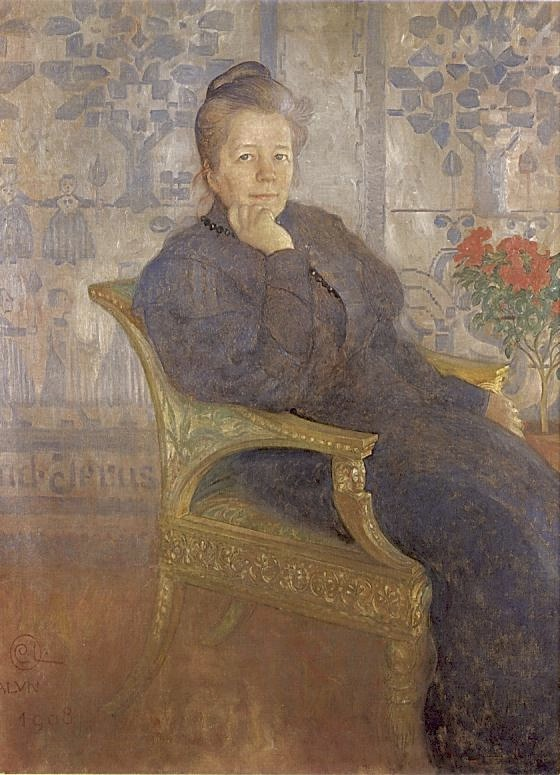
Selma Lagerlöf, 1908

- 16. März: Selma Lagerlöf, schwedische Schriftstellerin (* 1858)
- 23. März: Minakami Takitarō, japanischer Schriftsteller (* 1887)
- 26. März: Helene Böhlau, deutsche Schriftstellerin (* 1856)
- 03. April: Josef Ponten, deutscher Architekt, Kunsthistoriker und Schriftsteller (* 1883)

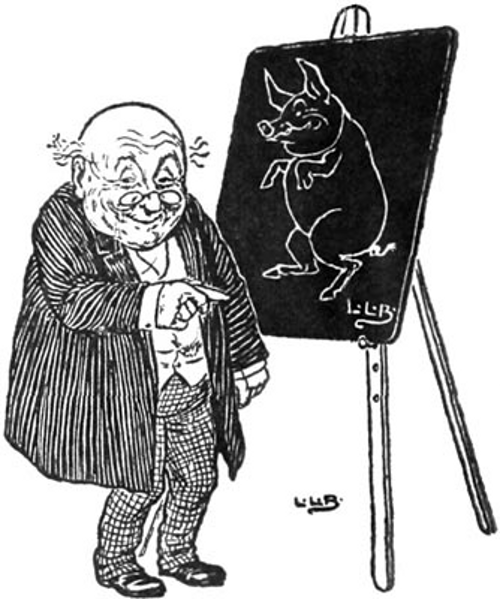
Leonard Leslie Brooke: Selbstporträt mit Schwein

- 01. Mai: Leonard Leslie Brooke, britischer Zeichner, Maler und Autor (* 1862)
- 20. Mai: Verner von Heidenstam, schwedischer Dichter (* 1859)

- 10. Juni: Marcus Garvey, jamaikanischer Journalist (* 1887)
- 21. Juni: Walter Hasenclever, deutscher expressionistischer Schriftsteller (* 1890)

- 05. Juli: Carl Einstein, deutscher Kunsthistoriker und Schriftsteller (* 1885)
- 26. Juli: Kurt Kluge, deutscher Bildhauer, Erzgießer und Schriftsteller (* 1886)

- 08. August: Fritz Büchner, deutscher Journalist (* 1895)
- 10. August: Hans-Caspar von Zobeltitz, deutscher Schriftsteller und Herausgeber (* 1883)
- 22. August: Rudolf Medek, tschechischer Schriftsteller und Soldat (* 1890)

- 04. September: Henri Lavedan, französischer Schriftsteller und Journalist (* 1859)
- 11. September: Hermann Stehr, deutscher Schriftsteller (* 1864)
- 26. September: Walter Benjamin, deutscher Schriftsteller, Kunst- und Literaturkritiker (* 1892)
- 27. September: Helene Aeckerle, deutsche Autorin und Übersetzerin (* 1875)

- 24. Oktober: Hans Kyser, deutscher Schriftsteller und Filmregisseur (* 1882)

- 07. November: Julius Wahle, österreichischer Literaturwissenschaftler (* 1861)
- 20. November: Harriot Eaton Stanton Blatch, US-amerikanische Suffragette und Publizistin (* 1856)

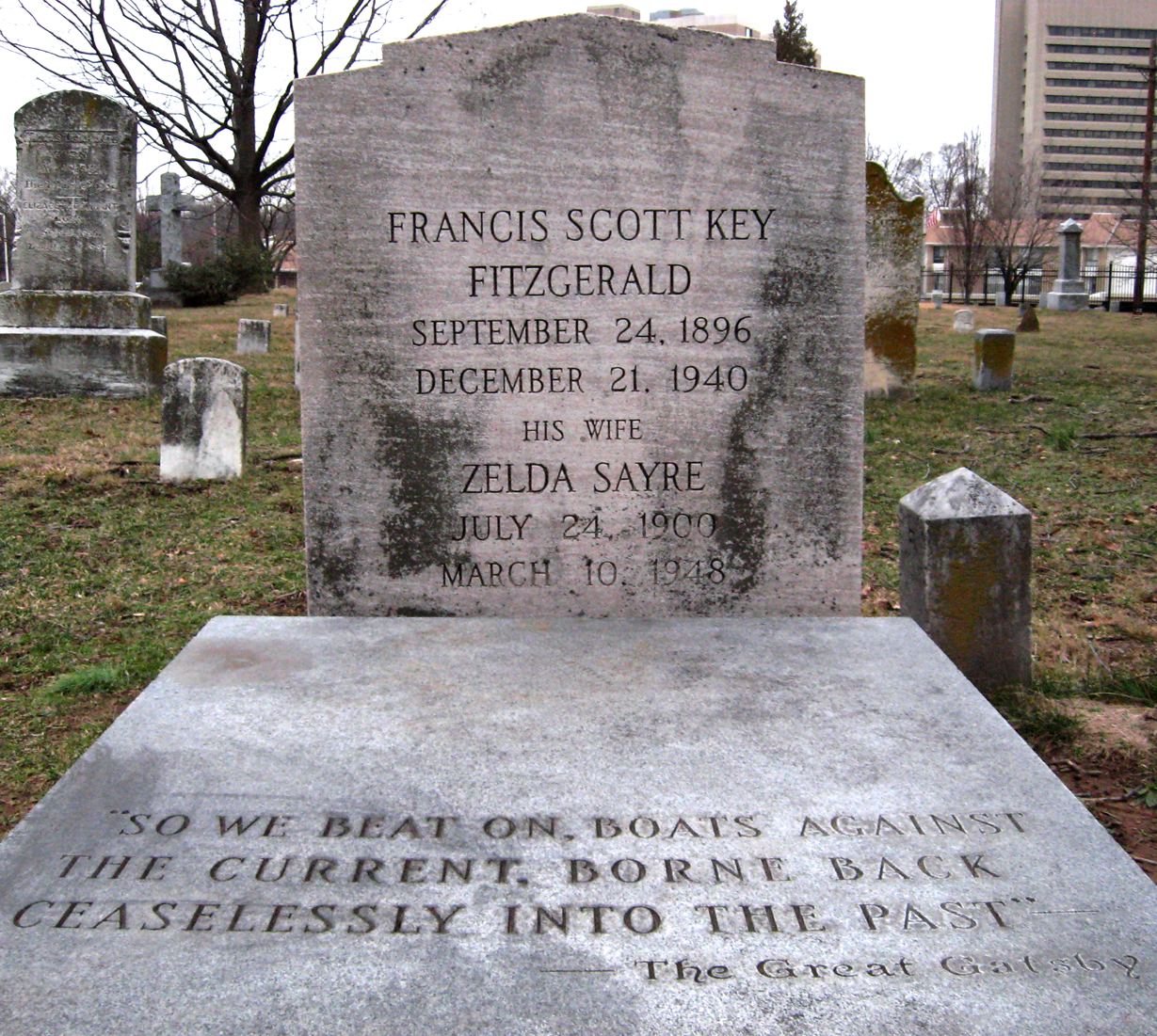
Fitzgeralds Grab in Rockville, Maryland

- 21. Dezember: F. Scott Fitzgerald, US-amerikanischer Schriftsteller (* 1896)
- 22. Dezember: Nathanael West, US-amerikanischer Schriftsteller (* 1903)
- 30. Dezember: Gjergj Fishta, albanischer Franziskanerpater, Dichter und Übersetzer (* 1871)